# Kaiserliche Admiralität

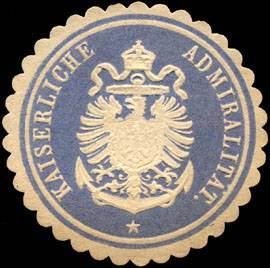
Siegelmarke Kaiserliche Admiralität

Die Kaiserliche Admiralität war eine Reichsbehörde im Deutschen Kaiserreich. Durch Verfügung Kaiser Wilhelms I. erhielt das ehemals preußische Marineministerium mit Wirkung vom 1. Januar 1872 den Namen Kaiserliche Admiralität. Der Chef der Admiralität sollte die Verwaltung der Kaiserlichen Marine unter der Verantwortung des Reichskanzlers und den Oberbefehl nach den Anordnungen des Kaisers (Kaiserliche Kommandogewalt) führen. Sie blieb bis 1889 unter mehrfacher Umorganisation oberste Marinebehörde. Wegen der ständigen Vergrößerung und des Ausbaus der Kaiserlichen Marine wurden per 1. April 1889 die Admiralität aufgelöst und an ihrer Stelle drei Spitzenbehörden geschaffen: Oberkommando der Marine, Reichsmarineamt, Kaiserliches Marinekabinett. Das Oberkommando der Marine wurde am 14. März 1899 durch den Admiralstab abgelöst.

## Aufbau

Flagge des Chefs der Admiralität

An der Spitze stand der Chef der Kaiserlichen Admiralität, der den Oberbefehl nach den Anordnungen des Kaisers hatte, die Verwaltung unter der Verantwortlichkeit des Reichskanzlers leitete und die höhere Gerichtsbarkeit und die Disziplinarstrafgewalt ausübte.
| Name                            | Amtsantritt    | Ende der Amtszeit |
| ------------------------------- | -------------- | ----------------- |
| Albrecht von Stosch (1818–1896) | 1. Januar 1872 | 20. März 1883     |
| Leo von Caprivi (1831–1899)     | 20. März 1883  | 5. Juli 1888      |
| Alexander von Monts (1832–1889) | 5. Juli 1888   | 19. Januar 1889   |

Es gab folgende Abteilungen:
- das Ministerialbüro als Zentralstelle für die verschiedenen Geschäftszweige und für die Personalien,
- die Militärabteilung für die Bewegungen und Operationen der Marine, die Ausbildung der Mannschaften, Personalangelegenheiten, das Ersatz- und Unterrichtswesen, die Medizinal- und Lazarettangelegenheiten,
- die technische Abteilung (Marinedepartement) für Schiffbau und Schiffsmaschinenbau, Ausrüstung, Werftverwaltung; Artillerie, Torpedowesen, Waffen, Hafenbefestigung,
- die Dezernate für Etats und Kassensachen, Garnisonsverwaltung, Bauwesen, Justitiariat, Rechnungswesen,
- das hydrographische Amt, maritime Meteorologie, nautische Instrumente,
- Vermessungsbüro, Lotsen-, Leuchtfeuer- und Betonnungswesen, Kartographie, Magnetismus etc.

Der Admiralität unterstanden das Generalauditoriat, der Generalarzt der Marine, die Kommando- und Verwaltungsbehörden, die Erziehungs- und Bildungsanstalten und die deutsche Seewarte in Hamburg.
Es bestand außerdem ein Admiralitätsrat, der sich aus den vom Chef der Admiralität bezeichneten Mitgliedern der letzteren sowie aus den dazu berufenen Seeoffizieren, Beamten und Technikern zusammensetzte und schwierige Fragen organisatorischer und technischer Natur beraten sollte, aber nur in seltenen Fällen vom Chef der Admiralität berufen wurde.